# 11. etape af Vuelta a España 2018
11. etape af Vuelta a España 2018 gik fra Mombuey til Ribera Sacra 5. september 2018. 
Alessandro De Marchi vandt etapen.

## Etaperesultater
| \| Etaperesultat \| Etaperesultat \| Etaperesultat \| Etaperesultat \| Etaperesultat \| \| Rytter \| Rytter \| Hold \| Tid \| \| \| ------------- \| -------------------- \| ---------------- \| ------------- \| ------------- \| \| 1. \| Alessandro De Marchi \| BMC Racing Team \| 4t 52' 38" \| \| \| 2. \| Jhonatan Restrepo \| Katusha-Alpecin \| + 28" \| \| \| 3. \| Franco Pellizotti \| Bahrain-Merida \| + 59" \| \| \| 4. \| Nans Peters \| AG2R La Mondiale \| + 1' 24" \| \| \| 5. \| Dylan Teuns \| BMC Racing Team \| + 1' 45" \| \| \| 6. \| Tiesj Benoot \| Lotto-Soudal \| + 1' 46" \| \| \| 7. \| Rafał Majka \| Bora-Hansgrohe \| + 1' 46" \| \| \| 8. \| Nicolas Roche \| BMC Racing Team \| + 1' 48" \| \| \| 9. \| Sergio Henao \| Team Sky \| + 1' 50" \| \| \| 10. \| Thibaut Pinot \| Groupama-FDJ \| + 1' 50" \| \| |                      |                  |            |
| |                      |                  |            |
| Kilde: ProCyclingStats |                      |                  |            |
| Etaperesultat |                      |                  |            |
| Rytter | Rytter               | Hold             | Tid        |
| 1. | Alessandro De Marchi | BMC Racing Team  | 4t 52' 38" |
| 2. | Jhonatan Restrepo    | Katusha-Alpecin  | + 28"      |
| 3. | Franco Pellizotti    | Bahrain-Merida   | + 59"      |
| 4. | Nans Peters          | AG2R La Mondiale | + 1' 24"   |
| 5. | Dylan Teuns          | BMC Racing Team  | + 1' 45"   |
| 6. | Tiesj Benoot         | Lotto-Soudal     | + 1' 46"   |
| 7. | Rafał Majka          | Bora-Hansgrohe   | + 1' 46"   |
| 8. | Nicolas Roche        | BMC Racing Team  | + 1' 48"   |
| 9. | Sergio Henao         | Team Sky         | + 1' 50"   |
| 10. | Thibaut Pinot        | Groupama-FDJ     | + 1' 50"   |

## Samlet efter etapen

### Samlede stilling
| \| Samlede stilling \| Samlede stilling \| Samlede stilling \| Samlede stilling \| Samlede stilling \| \| Rytter \| Rytter \| Hold \| Tid \| \| \| ---------------- \| ------------------ \| ------------------------- \| ---------------- \| ---------------- \| \| 1. \| Simon Yates \| Mitchelton-Scott \| 45t 57' 40" \| \| \| 2. \| Alejandro Valverde \| Movistar Team \| + 1" \| \| \| 3. \| Nairo Quintana \| Movistar Team \| + 14" \| \| \| 4. \| Jon Izagirre \| Bahrain-Merida \| + 17" \| \| \| 5. \| Tony Gallopin \| AG2R La Mondiale \| + 24" \| \| \| 6. \| Emanuel Buchmann \| Bora-Hansgrohe \| + 24" \| \| \| 7. \| Miguel Ángel López \| Astana \| + 27" \| \| \| 8. \| Rigoberto Urán \| EF Education First-Drapac \| + 32" \| \| \| 9. \| Steven Kruijswijk \| LottoNL-Jumbo \| + 43" \| \| \| 10. \| George Bennett \| LottoNL-Jumbo \| + 47" \| \| |                    |                           |             |
| |                    |                           |             |
| Kilde: ProCyclingStats |                    |                           |             |
| Samlede stilling |                    |                           |             |
| Rytter | Rytter             | Hold                      | Tid         |
| 1. | Simon Yates        | Mitchelton-Scott          | 45t 57' 40" |
| 2. | Alejandro Valverde | Movistar Team             | + 1"        |
| 3. | Nairo Quintana     | Movistar Team             | + 14"       |
| 4. | Jon Izagirre       | Bahrain-Merida            | + 17"       |
| 5. | Tony Gallopin      | AG2R La Mondiale          | + 24"       |
| 6. | Emanuel Buchmann   | Bora-Hansgrohe            | + 24"       |
| 7. | Miguel Ángel López | Astana                    | + 27"       |
| 8. | Rigoberto Urán     | EF Education First-Drapac | + 32"       |
| 9. | Steven Kruijswijk  | LottoNL-Jumbo             | + 43"       |
| 10. | George Bennett     | LottoNL-Jumbo             | + 47"       |

### Pointkonkurrencen
| Pointkonkurrence | Pointkonkurrence     | Pointkonkurrence  | Pointkonkurrence | Pointkonkurrence |
| Rytter           | Rytter               | Hold              | Point            |                  |
| ---------------- | -------------------- | ----------------- | ---------------- | ---------------- |
| 1.               | Alejandro Valverde   | Movistar Team     | 85 point         |                  |
| 2.               | Peter Sagan          | Bora-Hansgrohe    | 83 point         |                  |
| 3.               | Elia Viviani         | Quick-Step Floors | 66 point         |                  |
| 4.               | Ben King             | Dimension Data    | 58 point         |                  |
| 5.               | Danny van Poppel     | LottoNL-Jumbo     | 56 point         |                  |
| 6.               | Alessandro De Marchi | BMC Racing Team   | 53 point         |                  |
| 7.               | Giacomo Nizzolo      | Trek-Segafredo    | 53 point         |                  |
| 8.               | Michał Kwiatkowski   | Team Sky          | 50 point         |                  |
| 9.               | Bauke Mollema        | Trek-Segafredo    | 44 point         |                  |
| 10.              | Jon Izagirre         | Bahrain-Merida    | 41 point         |                  |

### Bjergkonkurrencen
| Bjergkonkurrence | Bjergkonkurrence     | Bjergkonkurrence           | Bjergkonkurrence | Bjergkonkurrence |
| Rytter           | Rytter               | Hold                       | Point            |                  |
| ---------------- | -------------------- | -------------------------- | ---------------- | ---------------- |
| 1.               | Luis Ángel Maté      | Cofidis, Solutions Crédits | 60 point         |                  |
| 2.               | Ben King             | Dimension Data             | 33 point         |                  |
| 3.               | Bauke Mollema        | Trek-Segafredo             | 30 point         |                  |
| 4.               | Pierre Rolland       | EF Education First-Drapac  | 26 point         |                  |
| 5.               | Thomas De Gendt      | Lotto-Soudal               | 10 point         |                  |
| 6.               | Ben Gastauer         | AG2R La Mondiale           | 7 point          |                  |
| 7.               | Alejandro Valverde   | Movistar Team              | 6 point          |                  |
| 8.               | Alessandro De Marchi | BMC Racing Team            | 6 point          |                  |
| 9.               | Dylan Teuns          | BMC Racing Team            | 6 point          |                  |
| 10.              | Nikita Stalnow       | Astana                     | 6 point          |                  |

### Kombinationskonkurrencen
| Kombinationskonkurrence | Kombinationskonkurrence | Kombinationskonkurrence   | Kombinationskonkurrence | Kombinationskonkurrence |
| Rytter                  | Rytter                  | Hold                      | Point                   |                         |
| ----------------------- | ----------------------- | ------------------------- | ----------------------- | ----------------------- |
| 1.                      | Alejandro Valverde      | Movistar Team             | 10 point                |                         |
| 2.                      | Ben King                | Dimension Data            | 24 point                |                         |
| 3.                      | Miguel Ángel López      | Astana                    | 35 point                |                         |
| 4.                      | Bauke Mollema           | Trek-Segafredo            | 37 point                |                         |
| 5.                      | Simon Yates             | Mitchelton-Scott          | 45 point                |                         |
| 6.                      | Nairo Quintana          | Movistar Team             | 47 point                |                         |
| 7.                      | Michał Kwiatkowski      | Team Sky                  | 47 point                |                         |
| 8.                      | Dylan Teuns             | BMC Racing Team           | 70 point                |                         |
| 9.                      | Simon Clarke            | EF Education First-Drapac | 82 point                |                         |
| 10.                     | Laurens De Plus         | Quick-Step Floors         | 85 point                |                         |

### Holdkonkurrencen
| Holdkonkurrence | Holdkonkurrence                          | Holdkonkurrence | Holdkonkurrence |
| Hold            | Hold                                     | Tid             |                 |
| --------------- | ---------------------------------------- | --------------- | --------------- |
| 1.              | Lotto NL-Jumbo                           | 137t 53' 57"    |                 |
| 2.              | Movistar Team                            | + 55"           |                 |
| 3.              | Bahrain-Merida                           | + 6' 14"        |                 |
| 4.              | AG2R La Mondiale                         | + 7' 30"        |                 |
| 5.              | Dimension Data                           | + 7' 44"        |                 |
| 6.              | Sky                                      | + 13' 48"       |                 |
| 7.              | Bora-Hansgrohe                           | + 17' 11"       |                 |
| 8.              | EF Education First-Drapac p/b Cannondale | + 18' 21"       |                 |
| 9.              | Astana                                   | + 31' 33"       |                 |
| 10.             | Euskadi Basque Country-Murias            | + 36' 04"       |                 |